# Katuena
Katuena, ook wel Katwena, is een inheems volk in Brazilië en Suriname.

## Brazilië
Het woongebied van de Katuena's in Brazilië is het stroomgebied van de Trombetas, met in de nabijheid het inheemse volk Cikyana. In Brazilië wonen aan het begin van de 21e eeuw rond de vijfhonderd Katuena's. Hun taal, het Katuena-Tunayana, wordt door nog weinig mensen gesproken. Het is een dialect van het Waiwai, een subtaal uit de Caribische talen.

## Suriname
In Suriname wonen de Katuena in het dorp Kwamalasamoetoe, tegen de Braziliaanse grens aan. Net als de Tunayana woonden zij net over de grens in Brazilië en hadden tot de jaren zestig van de 20e eeuw vrijwel geen contact met westerlingen. Tussen 1966 en 1967 kwam hier verandering in. Missionarissen hadden toen een missie onder Trio's in Alalapadoe, eveneens in Zuid-Suriname. Van hieruit zochten Trio's contact met de Katuena's om ze over te halen naar de missie van Alalapadoe te komen. Een groot deel van hen gaf hier gevolg aan en woonde sindsdien tussen de Trio's. Ook verhuisden ze in 1976-77 mee naar Kwamalasamoetoe, dat toen nieuw gesticht werd. Toen zij daar eenmaal woonden, kwamen ook andere familieleden uit Brazilië over naar Kwamalasamoetoe. Begin 21e eeuw wonen in het dorp 800 tot 900 Trio's en circa 150 Katuena's en Tunayana's. Rond 2002 vertrok een deel van de Katuena's en Tunayana's en vestigden zich in het verlaten dorp A'yarama in Brazilië.
Arowakken (Lokono) · Karaïben (Kari’na) · Trio · Wayana

Akuriyo · Aparai · Katuena · Mawayana · Saloema · Sikiiyana · Tunayana · Waiwai · Warau